# روی توکیساکی
روی توکیساکی (انگلیسی: Rui Tokisaki؛ زادهٔ ۳۰ اکتبر ۱۹۸۲) بازیکن فوتبال اهل ژاپن است.